# BoerenNatuur
BoerenNatuur is een Nederlandse koepelorganisatie van regionale agrarische collectieven.
Anno 2025 bestaan 40 van dergelijke collectieven. Deze zijn verantwoordelijk voor de organisatie van het Agrarisch Natuur- en Landschapsbeheer (ANLb) in hun regio. Zij leggen het contact tussen de rijksoverheid en de afzonderlijke agrariërs die het ANLb op hun land uitvoeren.
De collectieven streven naar een landbouwsysteem dat bijdraagt aan een versterking van de biodiversiteit (zoals vogels, bloemen en insecten), een mooi landschap en een gezond milieu (zoals bodem en water).
De collectieven zijn verantwoordelijk voor een goede uitvoering van het ANLb en proberen daarbij hun leden te voorzien van de juiste kennis, onder andere door te bevorderen dat kennis gedeeld wordt en dat leden bij onderwijs en onderzoek betrokken zijn.